# Vinstra
Vinstra – wieś w Norwegii będącą siedzibą gminy Nord-Fron leżącej w dolinie Gudbrandsdal w okręgu Oppland. W 2007 Vinstra miała 2408 mieszkańców. Vinstra obejmuje powierzchnię 2,94 km².